# Teresita Arce
Teresita Arce-Bouroncle O'Higgins o María Teresa Arce Ojeda (? – 28 de agosto de 1981) fue una actriz peruana que tuvo una larga carrera que inició en las primeras películas realizadas en el Perú.

## Trayectoria
El lugar o fecha de nacimiento de Arce no es seguro, y su nombre completo tiene dos versiones. Se dice que ella es de ascendencia guatemalteca y desde niña cantaba y bailaba. Se dio a conocer en los primeros años de la industria cinematográfica peruana.
Arce se destacó por su trabajo en compañía de teatro. Tuvo un breve matrimonio con un irlandés llamado Reilly en 1920, del que nacieron dos hijas. Luis Ugarte dirigió Camino de la Venganza en 1922. La película presenta a Teresita Arce en el papel principal de Juanacha, una joven indígena que actúa contra la explotación de un operador minero llamado McDonald. Lo matan después de secuestrarla. Arce se convirtió en la primera actriz popular peruana.
Arce interpretó el papel de la novia del bandido Luis Pardo Novoa en la película romantizada Luis Pardo. La película fue realizada por Enrique Cornejo Villanueva en 1927 y protagonizada por él mismo en el papel principal.
La radio peruana del 2018 contó cómo Arce se convirtió en una personalidad cómica de la radio limeña cuando la radio era un medio de comunicación privilegiado. Ella creó a “Chola Purificación Chauca” quien hablaba de actualidad y fue muy conocida y mencionada en un libro de Mario Vargas Llosa. Tuvo problemas cuando hizo una broma sobre la poderosa familia Prado.
Su segundo matrimonio con Guillermo Mesinas Barrantes en 1955 contó con la presencia de una gran multitud y fue filmado como un noticiero peruano.
Arce continuó actuando en el escenario y en la radio hasta la década de 1960. Murió en 1981.